# گراهام دوگارت
گراهام دوگارت (به انگلیسی: Graham Doggart) بازیکن فوتبال زادهٔ ۲ ژوئن ۱۸۸۷ اهل کشور انگلستان بود که سابقهٔ بازی در تیم ملی فوتبال انگلستان را در کارنامهٔ خود دارد. وی در تاریخ ۱ نوامبر ۱۹۲۳ تنها بازی ملی خود را در مقابل تیم ملی فوتبال بلژیک انجام داد.